# Euderus fasciatus
Euderus fasciatus är en stekelart som beskrevs av Askew 2001. Euderus fasciatus ingår i släktet Euderus och familjen finglanssteklar.
Artens utbredningsområde är Spanien. Inga underarter finns listade i Catalogue of Life.